# Howie Dallmar
Howard Dallmar, né le 24 mai 1922 à San Francisco et mort le 19 décembre 1991, est un ancien joueur et entraîneur américain de basket-ball.

## Biographie
Ailier issu de l'université Stanford. Il obtint une sélection "All-American" et mena Stanford au titre de champion NCAA en 1942, remportant le titre de Most Outstanding Player. De 1946 à 1949, il joua pour les Warriors de Philadelphie en Basketball Association of America (devenu depuis NBA). Dallmar fut le 3e meilleur marqueur de son équipe (derrière Joe Fulks et Angelo Musi) dans l'équipe championne BAA en 1947. C'est lui qui marqua le panier décisif lors du match 5 des finals 1947 pour gagner le titre face aux Stags de Chicago.
Dallmar entraîna l'université de Pennsylvanie de 1948 à 1954, avant de retourner entraîner l'équipe de Stanford en 1954. Il demeura à Stanford durant 21 saisons, pour un bilan de 256 victoires - 264 défaites. Il décéda en 1991.